# Pierre Nanterme
Pierre Nanterme est un dirigeant d'entreprises français, né le 7 septembre 1959 à Lyon et mort le 31 janvier 2019 à Paris. 
Président-directeur général d'Accenture (Chairman and Chief Executive Officer) de 2011 à 2019, il a préalablement été directeur général d'Accenture France et a également tenu des rôles de direction au MEDEF et au Syntec.

## Biographie

### Formation
Pierre Nanterme est né en 1959 à Lyon. Il est diplômé de l'École supérieure des sciences économiques et commerciales en 1981 et a fait partie de la Junior Entreprise de l'école : Junior ESSEC Conseil.

### Carrière chez Accenture
Il entre chez Accenture (Andersen Consulting) en 1983. Devenu associé en 1993, il occupe des postes importants tels que directeur général Europe, Afrique et Amérique Latine, puis directeur général du département assurance du groupe.
Il prend la tête d'Accenture France en 2005. L’année suivante, il rejoint l’équipe de direction du groupe Accenture.
Il devient ensuite PDG d'Accenture le premier janvier 2011 puis également président du conseil d'administration en février 2013. Il est le premier européen à exercer cette fonction. 

### A la direction d’Accenture
A sa nomination comme PDG, Pierre Nanterme décide d’une politique d’investissement massifs dans les domaines de l’interactivité, de la mobilité, de l’analytique, du cloud et de la sécurité (dite « imacs »), pour répondre aux besoins grandissants de transformation numérique des entreprises. 
Celle-ci se traduit par de nombreux rachats d’entreprises : entre 2014 et 2016, Accenture dépense 3 milliards d’euros pour racheter une cinquantaine d’entreprises, principalement dans les activités digitales (internet des objets, intelligence artificielle, réalité immersive, blockchain, informatique quantique, entre autres),,. 
Cette politique a pour effet une transformation importante d’Accenture, à la fois en termes de croissance et d’activité d’entreprise : en 2017, les nouvelles activités liées au numérique (digital, cloud, sécurité) représentent 50 % du chiffre d’affaires du groupe et font d’Accenture un concurrent des groupes publicitaires historiques,,. 
Pierre Nanterme prend également des décisions remarquées en ce qui concerne le mode de management de l’entreprise, en particulier le fait pour Accenture de ne pas avoir de quartier général (les membres du comité de direction sont dispersés dans le monde, se réunissent physiquement quatre fois par an et par téléprésence une fois par semaine) ; l’utilisation d'hologrammes pour les conventions managériales ; et l’annonce de la fin des entretiens d’évaluation annuels, en 2015,.
En 2017, il apporte son soutien à Emmanuel Macron pour les élections présidentielles.
Le 11 janvier 2019 il annonce sa démission pour raisons de santé. Sous sa présidence, le chiffre d'affaires d'Accenture a augmenté de 60% et sa capitalisation boursière a été multipliée par trois.
Il meurt le 31 janvier 2019. Le 1er février 2019, le Président Emmanuel Macron adresse ses condoléances à sa famille et ses proches.

## Rôles dans le monde des affaires en France, en Europe et dans le monde

### En France
Pierre Nanterme a été impliqué dans la direction du MEDEF, notamment comme président de la commission économie de 2005 à 2013 et comme membre du comité exécutif à partir de 2006. 
Il a été président du Syntec de 2006 à 2011. Il fut également membre de la commission pour la libération de la croissance française.

### En Europe
Pierre Nanterme a fait partie du comité de direction du European Cloud Partnership de la Commission européenne, une initiative dont le but est d’encourager le secteur public à utiliser le cloud afin de créer de la croissance en Europe.

### Dans le monde
Il a été membre du board du Dialogue économique transatlantique, coalition de dirigeants européens et américains pour stimuler le commerce transatlantique.
Il a également participé à plusieurs groupes de travail du sommet du B20 (réunion des dirigeants d’entreprises des pays du G20) en 2017 et occupé plusieurs fonctions exécutives ou de présidence dans les instances du B20.

## Prix et distinctions
En 2010, il se voit décerner la légion d'honneur pour son rôle de dirigeant d'entreprise et son implication dans les instances dirigeantes du monde des affaires
En 2017, il est classé 67ème meilleur patron au monde par la revue américaine Harvard Business Review pour sa gestion d'Accenture. En 2018, il est de nouveau classé parmi les 100 patrons les plus performants au monde.